# 佩恰尼夫卡
50°4′24″N 27°47′37″E / 50.07333°N 27.79361°E
佩恰尼夫卡（烏克蘭語：Печанівка），是烏克蘭北部的村莊，隸屬日托米爾州的日托米爾區。該村始建於1875年，面積211.2平方公里，海拔高度255米，2001年人口1,231。